# Estrada Clinton (Nova Jersey)
A Estrada Clinton (em inglês:  Clinton Road) é uma estrada em West Milford, Condado de Passaic, Nova Jersey. Estende-se de modo geral, na direção norte-sul, com início na estrada 23, perto de Newfoundland e a execução de cerca de 10 milhas (16 km) ao extremo norte acima do Greenwood Lake.
A estrada e a terra em torno dela ganhou notoriedade ao longo dos anos como uma área repleta de lendas de ocorrências paranormais, tais como avistamentos de fantasmas, criaturas estranhas, e encontros de bruxos, Satanistas, e a Ku Klux Klan. Também rumores de que assassinos profissionais descartam cadáveres nos bosques ao redor—com um caso registrado dessa ocorrência. O local tem sido um assunto de discussão na famosa revista Estranho NJ, que uma vez, dedicou todo uma matéria para ele. Nas palavras de um chefe de polícia local, "É um longo e desolado trecho que faz a imaginação ir à loucura."
Existem muitas poucas casas ao longo da estrada e as adjacências é um terreno não desenvolvido de propriedade pública, (ou bacia hidrográfica ou Cidade de Newark  ou floresta estadual), a estrada é estreita estrada de duas pistas que recebe pouca manutenção, não faz parte do  sistema de rotas do condado de Nova Jersey e foi recentemente pavimentada em alguns trechos, conectando duas áreas de população e crescimento mínimo e, portanto, tendo pouco tráfego, mesmo nas horas mais movimentados do dia.
Também é notória por ter o tempo de espera de semáforo mais longo do país. Isso ocorre em uma dupla intersecção onde a Rota 23 cruza a estrada. As duas luzes podem causar motoristas para aguardar 5 minutos no total. A longa espera foi resultado de gestores de trânsito, dando maior prioridade a Rota 23 para reduzir backups durante a hora do rush.

## História
A estrada, assim como o reservatório e o córrego na área, recebe o seu nome a partir do antigo assentamento de Clinton, que estava localizado a cerca de onde a estrada cruza o riacho.

## Lendas e folclore
As diferentes áreas junto ou perto de Clinton Road foram muito citadas como associadas à lendas urbanas, especialmente pela publicação Estranho, NJ, que tem dedicado vários artigos para o assunto.
- O fantasma do menino na ponte: Em uma das pontes sobre Clinton Brook (Homem Morto da Curva), perto do reservatório, se você colocar uma moeda de 25 centavos no meio da estrada onde está a linha amarela, à meia-noite, supostamente será prontamente devolvido pelo fantasma de um menino que se afogou enquanto nadava abaixo ou caíra enquanto estava sentado na beira da ponte. Em alguns contos, uma aparição é vista; Em outros, se olharem para o lado da ponte, o fantasma empurra para dentro da água a pessoa que pagou, para salvá-los de serem atropelados como ele estava na vida.
- Além do fantasma do menino, houve outros fantasmas descrito pelos leitores da Estranho NJ. Um afirma ter visto um fantasma Camaro dirigido por uma garota que supostamente morreu quando ela caiu em 1988 (qualquer menção de dirigir na estrada à noite é suposição para desencadear uma manifestação).[7] Outro afirma ter encontrado dois patrulheiros do parque em uma noite no acampamento com os amigos perto de Lagoa Terraço, um laguinho glacial em um cume acessível a partir da estrada por trilhas, e que na manhã descobriram ser o fantasma dos dois guardas que morreram no trabalho em 1939. Outros leitores da Estranho NJ afirmam ter visto pessoas vestidas de modo estranho, em horas estranhas que simplesmente olham para quem os vê e não falam nada e desaparecem ou não são vistas por outras pessoas presentes.[8]
- O templo Druídico: Uma estrutura cônica de pedra, exatamente a leste da estrada ao sul do reservatório, era um local onde os druidas locais praticavam seus rituais, e coisas horríveis podem acontecer para qualquer intruso que olhou demais demais ou chegou na hora errada. O prédio é na verdade uma fundição de ferro que sobrou da Guerra Revolucionária Americana e a Guerra de 1812 , quando os Estados Unidos foram forçados a criar uma independência econômica para complementar sua liberdade política. Foi listado no registro Nacional de Lugares Históricos como Clinton Forno em 1976.[9] Atualmente, é cercado pelo departamento de água de Newark para evitar qualquer entrada e  responsabilidade por danos que possam resultar.
- Fantasma no caminhão: Há relatos de veículos fantasmas: caminhonetes pickups ou mesmo faróis flutuantes não ligados a qualquer veículo que supostamente aparece do nada no meio da noite e perseguem motoristas até o final da estrada, depois desaparecem.[10]
- Criaturas estranhas, de cérberus a macacos e seres híbridos indetificáveis, alegadamente ter sido visto durante a noite. teria sido visto à noite. Se não de origem sobrenatural , dizem-se que foram sobreviventes de Selva Habitat, uma atração nas proximidades, que está fechado desde 1976, que conseguiram sobreviver e cruzar.[11]

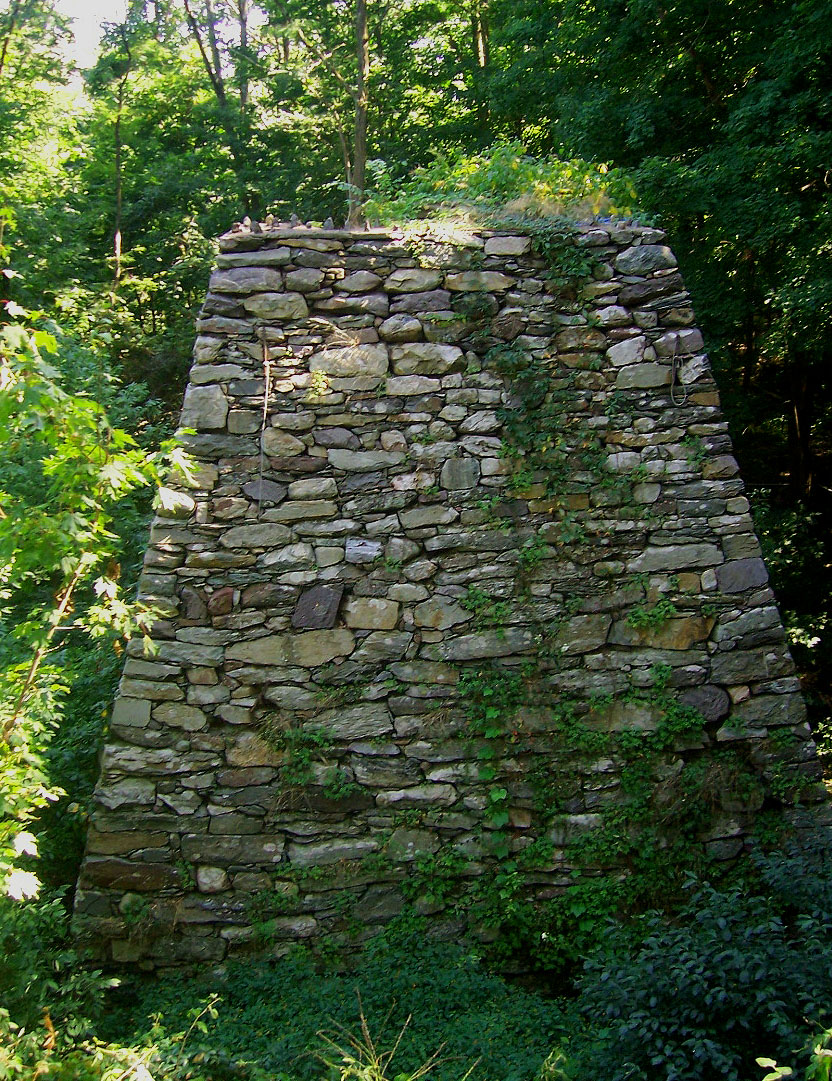
Fundação do século XVIII, que erroneamente, acredita-se ser um templo druídico

### Cruz Do Castelo
Em 1905, um homem chamado Richard Cross construiu um castelo em terra alta perto do reservatório para sua esposa e três filhos. Mais tarde, no século XX, caiu em ruína depois que um incêndio destruiu parte dela e assim tornou-se um destino popular para os caminhantes e adolescentes locais à procura de locais isolados para acampar e ter festas.
De acordo com o Estranho, NJ, "os visitantes escreveram ocorrências estranhas no local do castelo ou perto deles, como pessoas que entram em convulsões e que apresentam contusões que aparecem em seus corpos depois, ou que têm visões estranhas e perturbadoras. Escritos que sugerem símbolos satânicos foram relatados como aparecendo nos muros interiores do castelo, particularmente em áreas que eram supostamente inacessíveis ".
O departamento de água de Newark demoliu o castelo como um atrativo incômodo em 1988, mas as bases permanecem e várias trilhas para caminhadas ainda conduzem ao site.

### O Homem de Gelo
Em maio de 1983, um corpo humano foi encontrado na floresta perto da estrada. De acordo com Weird NJ, a lenda é de que um ciclista que desceu a estrada descobriu o corpo depois de investigar um abutre que se encontrava em um local nas árvores próximas.
Uma autópsia descobriu que o homem morreu de falta de jogo, observando algo inicialmente intrigante: cristais de gelo em vasos sanguíneos perto de seu coração. Seus órgãos internos também haviam deteriorado a uma velocidade muito mais lenta que sua pele. Os patologistas concluíram que alguém havia congelado seu corpo após a morte na tentativa de enganar os investigadores para acreditar que ele morreu mais tarde do que ele realmente fez. O homem foi identificado como alguém na periferia das atividades da Máfia no vizinho Rockland County, Nova York. A investigação levou, em última análise, à prisão de 1986 de "The Iceman" também conhecido como Richard Kuklinski, um nativo de Nova Jersey envolvido no crime organizado de Rockland, que confessou ser o assassino..